# Вилькаваин

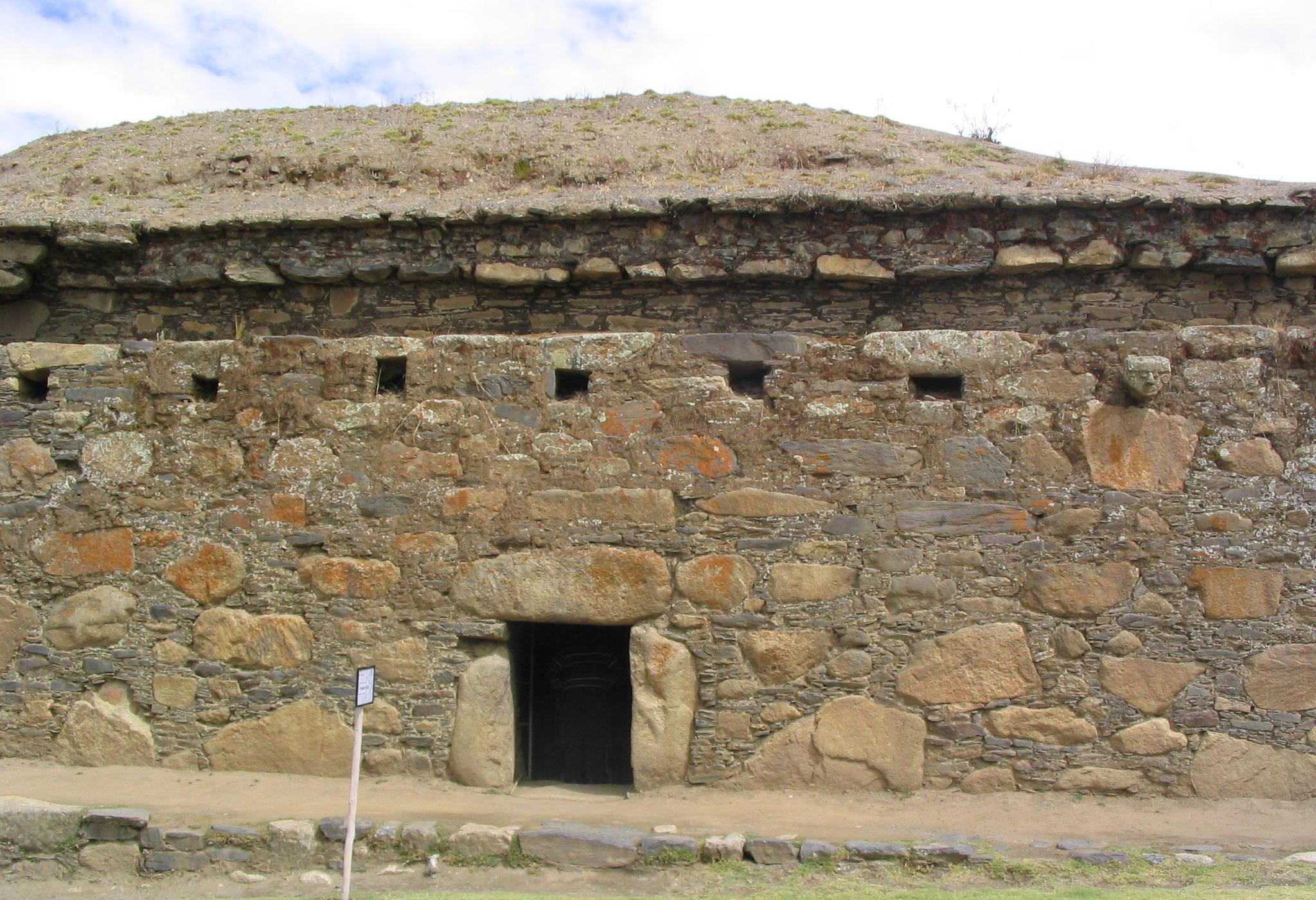
Храм в Вилькаваине

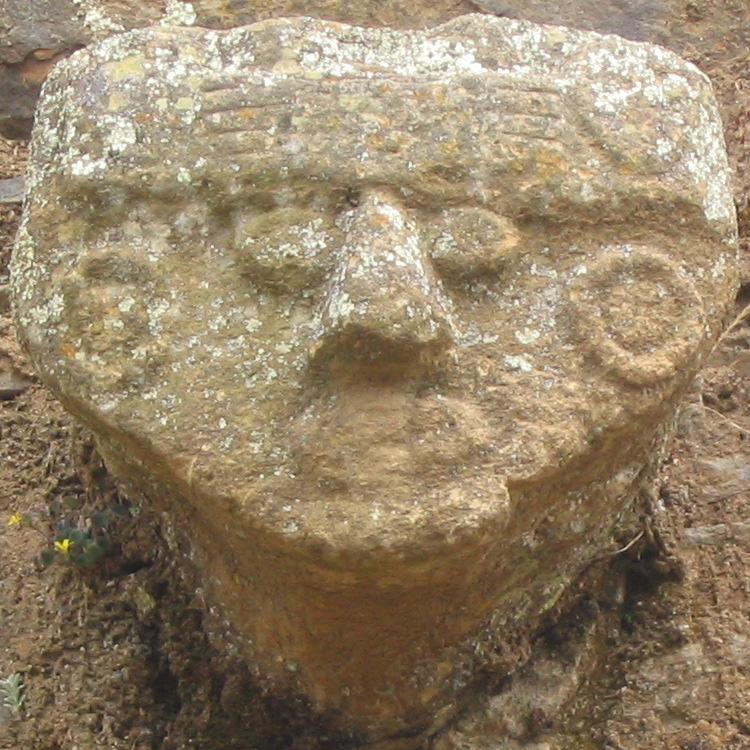
Скульптура из Вилькаваина

Вилькаваин (кечуа Huilcahuain) — храм, сооружённый культурой Уари в V — X вв. в центральной части Перу. В настоящее время — археологический памятник. Согласно одной из теорий, ко времени сооружения Вилькаваин служил военным наблюдательным пунктом и складом.
Здесь же обнаружены более древние захоронения культуры Рекуай.

## Местонахождение
Храм Вилькаваин (название на языке кечуа означает «дом внуков») находится в долине Кальехон-де-Уайлас у реки Санта, на расстоянии 7 км к северу от города Уарас (Huaraz), на высоте около 3,4 км над уровнем моря. Рядом с ним находятся вершины Вальюнараху и Ранрапалька, высотой соответственно 5,5 и 6 км.

## Здания
Храмовый комплекс Вилькаваин состоит из верхнего и нижнего зданий, расположенных примерно в 10 минутах ходьбы друг от друга. Здания сооружались без цементного раствора, и несмотря на свой возраст более чем в 1000 лет выдержали без повреждений все землетрясения в регионе, в отличие от большинства других доколумбовых сооружений в Перу. Нижний храм имеет размеры около 11 x 16 м и находится на верхнем краю крупного утёса. Его конструкция является уменьшенной копией более известного храма Чавин-де-Уантар, с четырьмя надстроенными друг на друге террасами и лестницами.

## Конструкция
Главное здание построено из тяжёлых блоков-мегалитов, а промежуточные пространства в наружных стенах заполнены мелкими шиферными пластинками. На наружные стены опирается двускатная крыша из крупных гладких каменных плит, каждая из которых имеет длину до 1 метра. Окна отсутствуют — имеются только прорезы для доступа воздуха.
Под карнизом крыши ранее находились каменные изображения диких кошачьих, из которых до наших времён сохранились только два.
Одно из изображений представляет собой голову, лоб которой закрыт двумя руками. Имеет ли данное изображение связь с храмами культуры Котош в Уануко, где также встречается символ скрещенных рук, пока неясно.
Главное здание внутри состоит из 17 комнат, из которых в настоящее время доступны лишь некоторые. Комнаты соединены друг с другом лестницами и пандусами; в них имеются горизонтальные вентиляционные шахты. Большинство комнат до настоящего времени остаются недоступными, поскольку заполнены строительным мусором (щебнем и обломками), накопившимся за прошедшее тысячелетие.
Под храмом расположены длинные подземные ходы, которые в настоящее время недоступны.